# Il negozio di formaggi
Il negozio di formaggi (Cheese Shop Sketch) è uno sketch del Monty Python's Flying Circus trasmesso nel settimo episodio della terza serie.

## Lo sketch
Lo sketch inizia con un cliente erudito (John Cleese) che entra in un negozio di formaggi in cui si stanno esibendo dei musicisti greci (tre componenti dei Python) e dice al commesso (Michael Palin) che vuole comprare del Red Leicester, ma il commesso gli risponde che non lo ha. Per tutto lo sketch il cliente gli fa un elenco di alcuni tipi di formaggi e il commesso gli risponde sempre di no. Alla fine, quando il commesso dice al cliente che non ha nessun tipo di formaggio, il cliente gli spara e poi conclude "Che inutile spreco di vita umana!".

## Lista di formaggi e di risposte
Questa è la lista dei formaggi che vengono man mano richiesti e di fianco, tra virgolette, le relative risposte:
- Red Leicester "L'abbiamo finito..."
- Tilsit "Mai nel fine settimana, signore, lo prendiamo sempre fresco il lunedì."
- Caerphilly "L'ho ordinato due settimane fa, sarebbe dovuto arrivare stamattina."
- Bel Paese "Spiacente."
- Red Windsor "Normalmente sì... ma oggi il furgone è in panne..."
- Stilton "Niente."
- Groviera, Emmental "No."
- Jarlsberger norvegese "No."
- Liptauer "No."
- Lancashire "No."
- Stilton bianco "No."
- Danese blu "No."
- Doppio Gouchester "....No."
- Chesire "No."
- Vinney blu di Dorset "No."
- Brie, Roquefort, Pont-l'Évêque, Port Salut, Savoyard, Saint-paulin, Carre-de-l'est, Boursin, Bresse-bleue, Perle de champagne "No."
- Camembert "Ah, abbiamo del camembert, signore. È un po' sciolto, signore. Ad essere sinceri è molto sciolto, signore. Credo che sia più sciolto di quanto le piaccia, signore. Oh, se l'è mangiato il gatto."
- Gouda "No."
- Edam "No."
- Caithness "No."
- Austriaco affumicato "No."
- Sage Derby "No, signore."
- Wensleydale "Sì.....Oh, mi dispiace, credevo che si riferisse a me, Mr. Wensleydale."
- Gorgonzola "No."
- Parmigiano "No."
- Mozzarella "No."
- Triple crème "No."
- Fimbo danese "No."
- Formaggio di pecora cecoslovacco "No."
- Formaggio di castoro venezuelano (inesistente) "Non oggi, signore."
- Cheddar "Mi dispiace, ma non è molto richiesto da queste parti, signore."
- Ilchester "Vado a dare uno sguardo, signore... no."
- Limburger "No."